# Dòng vốn ra
Dòng vốn ra là một thuật ngữ kinh tế mô tả vốn chảy ra (hoặc rời khỏi) một nền kinh tế cụ thể. Vốn chảy ra có thể được gây ra bởi bất kỳ lý do kinh tế hoặc chính trị nào, nhưng thường có thể bắt nguồn từ sự bất ổn trong cả hai lĩnh vực.
Bất kể nguyên nhân là gì, việc vốn rời khỏi thường được coi là luôn luôn không mong muốn và nhiều quốc gia tạo ra luật để hạn chế việc di chuyển vốn ra khỏi biên giới quốc gia (được gọi là kiểm soát vốn). Trong khi điều này có thể hỗ trợ tăng trưởng tạm thời, nó thường gây ra nhiều vấn đề kinh tế hơn là nó giúp.
1. Dòng vốn ra ồ ạt thường là dấu hiệu của một vấn đề lớn hơn, chứ không phải bản thân vấn đề này.
2. Các quốc gia với các hạn chế dòng vốn ra có thể khó thu hút dòng vốn vào hơn vì các công ty biết nếu cơ hội trở nên tồi tệ thì họ sẽ không thể thu hồi được phần lớn khoản đầu tư của mình.
3. Các chính phủ tiến hành kiểm soát vốn chắc chắn gửi một tín hiệu cho công dân của họ rằng có thể có điều gì đó bất ổn với nền kinh tế, ngay cả khi luật pháp chỉ là biện pháp phòng ngừa.

Argentina đã trải qua dòng vốn ra không kiểm soát nổi và đột ngột vào những năm 1990 sau khi đồng tiền của nước này chịu áp lực mạnh mẽ phải điều chỉnh theo hệ thống tỷ giá hối đoái cố định, dẫn đến suy thoái kinh tế. Các nhà kinh tế vĩ mô hiện đại thường trích dẫn quốc gia này như một ví dụ kinh điển về những khó khăn của các nền kinh tế non trẻ đang phát triển.